# Norsk Rikskringkasting

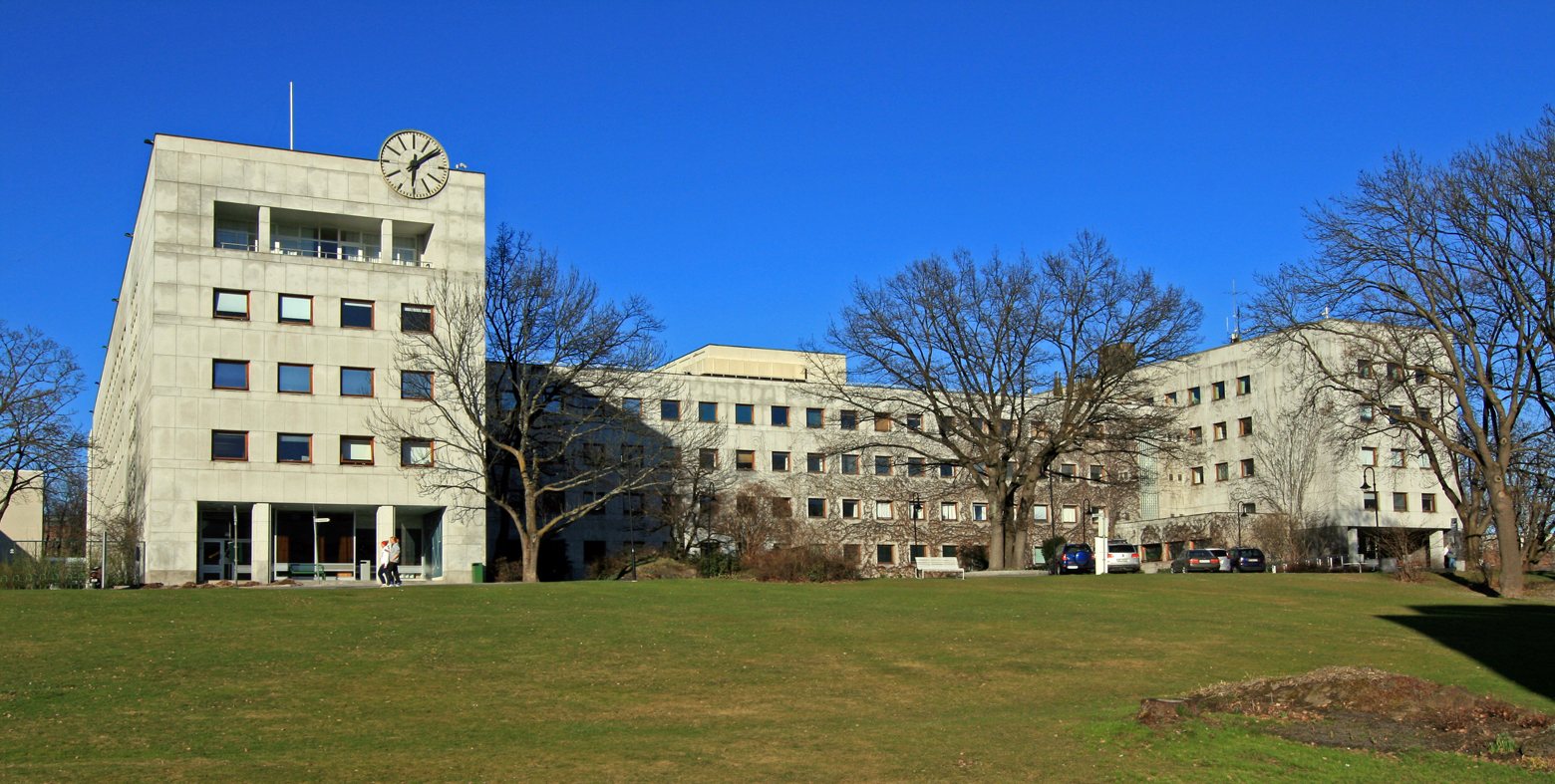
Siedziba Norsk Rikskringkasting

Norsk Rikskringkasting, skrótowiec NRK – norweski publiczny nadawca radiowo-telewizyjny, który od 1996 roku jest spółką akcyjną. Wszystkie udziały są w posiadaniu norweskiego skarbu państwa, a instytucja utrzymuje się głównie z abonamentu płaconego przez posiadaczy odbiorników telewizyjnych.

## Historia
NRK powstało w 1933, kiedy to na mocy uchwały Stortingu państwo przejęło monopol na nadawanie programów radiowych. Pierwszego dnia okupacji hitlerowskiej, 9 kwietnia 1940, radio zostało przejęte przez Niemców i do 1945 funkcjonowało jako środek hitlerowskiej propagandy. W 1954 rozpoczęto nadawanie próbnych programów telewizyjnych, zaś oficjalna inauguracja telewizji w Norwegii miała miejsce w 1960. 

## Programy

### Radio
- NRK P1 – ogólnokrajowy (najbardziej popularny)
- NRK P2 – ogólnokrajowy program o profilu kulturalnym (5% słuchalności, głównie wśród ludzi z wyższym wykształceniem)
- NRK P3 – ogólnokrajowy program młodzieżowy
- NRK mP3 – program młodzieżowy
- NRK Klassisk – program z muzyką poważną
- NRK Alltid nyheter
- NRK Folkemusikk – muzyka ludowa
- NRK Jazz
- NRK Stortinget – transmisje ze Stortingu
- NRK Sport
- NRK Super
- NRK Gull
- NRK Båtvær – cyfrowe (DAB)
- NRK Sámi Radio – rozgłośnia lapońska
- NRK P1 Oslofjord
- NRK 5.1 – radio internetowe
- NRK P3 Urørt – radio internetowe

### Telewizja
- NRK 1
- NRK 2
- NRK 3
- NRK Super
- NRK Norway
- NRK Tegnspråk

### Internet
Wszystkie programy radiowe i telewizyjne dostępne są w internecie, na stronach NRK.